# Jason Derulo
Jason Joel Desrouleaux (Miramar, Florida; 21 de septiembre de 1989), más conocido como Jason Derulo, es un cantante, compositor, bailarín y actor estadounidense de ascendencia haitiana. Tras producir canciones para varios artistas, y escribir canciones para Cash Money Records, Derulo firmó contrato con el sello discográfico Beluga Heights. Después de que Beluga Heights se convirtiera en parte de la Warner Music Group, lanzó su primer sencillo «Whatcha Say» en mayo de 2009. El sencillo tuvo un gran éxito en descargas digitales, vendiendo más de 2 millones de copias en Estados Unidos, llegando al número uno en el Billboard Hot 100 y otros países.
Derulo lanzó su segundo sencillo, «In My Head» en diciembre de 2009. Su álbum debut, Jason Derulo, se estrenó el 2 de marzo de 2010. Su principal influencia ha sido el cantante Michael Jackson.
En febrero de 2018, Jason Derulo fue convocado por Coca-Cola para interpretar el himno de la marca para la Copa Mundial de Fútbol de 2018. Derulo escribió y grabó «Colors», que fue parte de la banda sonora para la campaña global de la marca. La canción fue presentada oficialmente el 16 de marzo de 2018.

## Carrera musical
Derulo ha estado escribiendo canciones para artistas como Diddy, Danity Kane, Donnie Klang, Sean Kingston, Cassie y Lil Wayne desde que era joven, con la intención de convertirse en solista. Después de asistir a escuelas de artes escénicas, como The American Musical and Dramatic Academy, y perfeccionar su talento como cantante y bailarín, además de actuar en producciones teatrales como Ragtime y Smokey Joe's Café. Derulo ganó el gran premio en la final de la temporada 2006 del programa de televisión Showtime at the Apollo. Fue descubierto por el productor musical JR Rotem, quien lo contrató para su sello discográfico Beluga Heights Records y Warner Bros. Records.
En una entrevista HitQuarters, Rotem destacó la dedicación de Derulo a su arte al decir: "Jason Derulo tiene una de las éticas de trabajo más impresionantes que he visto en mi vida: simplemente sigue tocando canciones en el estudio. Es una calidad increíble".
El 4 de agosto de 2009, Jason lanzó su primer sencillo, «Whatcha Say». Fue producido por JR Rotem con producción adicional por Fuego. A fines de agosto de 2009, la canción debutó en el número 54 en Billboard Hot 100 y llegó al número 1 en noviembre de 2009. Fue el primer y único número uno de Derulo. El video musical del sencillo fue lanzado en septiembre de 2009. Después de que el sencillo fuera exitoso, Derulo comenzó a trabajar en su álbum debut. Lanzó el segundo sencillo de su álbum, «In My Head» el 8 de diciembre de 2009. Se estrenó en el número 63 en el Billboard Hot 100, y llegó al número cinco.
El álbum debut de Derulo Jasón Derulo, estilizado con una diéresis como Jason Derülo , se lanzó el 2 de marzo de 2010. Jason Derulo apareció por primera vez en la lista de los diez álbumes más populares de Reino Unido e Irlanda a principios de marzo de 2010. Pasó seis semanas promocionando el álbum. en sus apariciones como uno de los actos de apertura de Lady Gaga 's 2009-2010 The Monster Ball Tour El tercer sencillo del álbum es Ridin Solo que se lanzó en todo el mundo el 26 de abril de 2010. En julio, el sencillo llegó al número nueve en el Billboard Hot 100.Derulo también apareció en una canción de El nuevo artista Will Roush llamó "Turn it Up", que también presenta a Stat Quo y Young Buck. También colaboró con la cantante del Reino Unido Pixie Lott en una canción titulada "Coming Home" de la edición reeditada de su álbum Turn it Up.
En el año 2019, Jason lanza el tema "Mamacita", que cuenta con la colaboración del cantante puertorriqueño de reguetón y trap latino, Farruko, que también cuenta con la participación de Nick Gales, conocido como Digital Farm Animals, del cantante venezolano y productor discográfico, Danny Ocean y Lil' Eddie.

## Vida personal
Salió con la cantante Jordin Sparks durante tres años, hasta septiembre de 2014.
En marzo de 2021, Derulo anunció que estaba esperando su primer hijo junto a su novia Jena Frumes. Su hijo, Jason King Derulo, nació el 8 de mayo de 2021.

## Discografía
Álbumes
- Jason Derulo (2010)
- Future History (2011)
- Tattoos (2013)
- Talk Dirty (2014)
- Everything Is 4 (2015)
- 2 Sides (2018)
- Nu king (2024)

## Otras apariciones
- Coming Home - Pixie Lott - Turn It Up Louder
- Together - Demi Lovato - Unbroken
- Test Drive - Jin Akanishi - Japonicana
- Follow Me - Hardwell - United We Are
- Secret Love Song - Little Mix - Get Weird
- If I Ever fall in Love - Pentatonix - Sencillo

## Giras
- The Monster Ball Tour (2009-2010) (como actor de apertura)
- The E.N.D. World Tour (2010) (como actor de apertura en Canadá)
- Jason Derulo World Tour (2010-2011)
- 777 World Tour (2018)
- 2 Sides (2018)

### Presentaciones en vivo
- Inauguración de la Copa América Centenario (2016)